# Marian Rejewski
Marian Adam Rejewski (pronunție în poloneză [ˈmarjan reˈjefski] ⓘ; n. 16 august 1905, Bromberg, Imperiul German – d. 13 februarie 1980, Varșovia, Republica Populară Polonă) a fost un matematician și criptograf polonez care, în 1932, a rezolvat mașina Enigma, principalul dispozitiv de cifrare folosit de Germania. Succesul lui Rejewski și al colegilor săi au ajutat mult criptanaliza britanică a mașinii Enigma în timpul celui de-al Doilea Război Mondial, și informațiile obținute astfel, purtând numele de cod „Ultra⁠(d)”, au contribuit, poate decisiv, la înfrângerea Germaniei naziste.
Pe când studia matematica la Universitatea Poznań, Rejewski a participat la un curs de criptografie ținut de ofițeri ai  Biroului de Cifruri⁠(d), la care Rejewski s-a și angajat în 1932. Biroul nu avusese foarte mult succes în decriptarea mesajelor Enigma și, spre sfârșitul lui 1932, Rejewski a fost pus să lucreze la această problemă. După doar câteva săptămâni, a reușit să deducă cablajele interne secrete ale mașinii Enigma. Împreună cu doi colegi matematicieni, a dezvoltat o serie de tehnici pentru decriptarea în mod regulat a mesajelor criptate de Enigma. Printre contribuțiile lui Rejewski se numără dezvoltarea „catalogului de caracteristici”, derivat folosind „ciclometrul”, și „bomba”.
Cu cinci săptămâni înainte de invazia Poloniei din 1939, Rejewski și colegii săi și-au prezentat rezultatele privind decriptarea mașinii Enigma reprezentanților serviciilor de informații ale Franței și Regatului Unit. La scurt timp după izbucnirea războiului, criptografii polonezi au fost evacuați în Franța, unde și-au continuat munca în colaborare cu armatele britanică și franceză. După căderea Franței în iunie 1940, ei au fost obligați din nou să se refugieze, dar după câteva luni s-au întors să lucreze în secret în Franța neocupată. După ce țara a fost complet ocupată de Germania în noiembrie 1942, Rejewski și colegul său matematician Henryk Zygalski⁠(d) au fugit, prin Spania, Portugalia și Gibraltar, în Regatul Unit. Acolo, ei au lucrat într-o unitate a armatei poloneze, la decodificarea cifrurilor germane. În 1946, Rejewski s-a întors la familia sa în Polonia și a lucrat drept contabil, păstrând secretul asupra muncii sale de criptanaliză până în 1967.

## Educația și începutul carierei

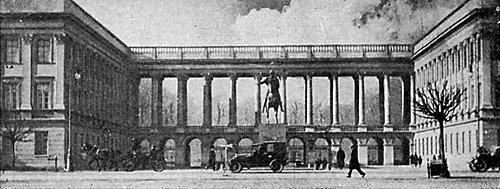
Palatul Saxon din Varșovia, sediul în 1932, unde a început Rejewski să lucreze la Enigma.

Marian Rejewski s-a născut la 16 august 1905, în Bromberg, astăzi Bydgoszcz. Părinții săi erau Józef, un negustor de trabucuri, și Matylda, născută Thoms. A studiat la gimnaziul de limbă germană Königliches Gymnasium zu Bromberg (Școala regală de gramatică din Bromberg) și a terminat examenul luându-și Matura⁠(d) (bacalaureatul) în 1923. Rejewski a studiat apoi matematica la Universitatea Poznań, absolvind-o la 1 martie 1929.
La începutul lui 1929, cu puțin timp înainte de absolvire, Rejewski a participat la un curs secret de criptografie pentru studenți la matematică vorbitori de limba germană, ținut de Biroul de Cifruri⁠(d). Rejewski și colegii săi studenți Henryk Zygalski⁠(d) și Jerzy Różycki⁠(d) au fost printre puținii care puteau să țină pasul și la curs și la studiile lor obișnuite.
Rejewski a absolvit cu diplomă de master în matematică la 1 martie 1929; teza sa a fost intitulată „Teoria funcțiilor dublu periodice de speța a doua și a treia și aplicațiile lor”. După câteva săptămâni, a început primul an dintr-un curs de statistică actuarială la Göttingen, Germania. Nu a mai terminat acest curs, deoarece, când era acasă în vara lui 1930, a acceptat o ofertă de slujbă ca asistent universitar de matematică la Universitatea Poznań. În același timp, a început să lucreze part-time pentru Biroul de Cifruri, care încheiase cursul de criptografie și își instalase un post în Poznań pentru decriptarea mesajelor radio germane interceptate. Rejewski lucra aproximativ douăsprezece ore pe săptămână lângă Institutul de Matematică într-un buncăr subteran denumit „Camera Neagră”.
În vara lui 1932, postul de la Poznań al Biroului de Cifruri a fost desființat. La 1 septembrie 1932, ca angajat civil, Rejewski s-a alăturat Biroului de Cifruri din clădirea Statului Major (Palatul Saxon) din Varșovia, împreună cu Zygalski și Różycki.
Prima lor misiune a fost găsirea unui cod de patru litere utilizat de Kriegsmarine (marina germană). Progresul la rezolvarea acestui sistem a fost la început lent, dar a prins viteză după ce a fost interceptat un schimb de mesaje codificate de test — un semnal de șase grupuri, urmat de un răspuns de patru grupuri. Criptanaliștii au ghicit corect că primul semnal a fost întrebarea „Când s-a născut Frederic cel Mare?” urmat de răspunsul, „1712”.

## Mașina Enigma
În octombrie 1932, pe când încă se lucra la codurile navale, Rejewski a fost pus să lucreze, singur și în secret, la decriptarea ieșirilor noii mașini de cifrare germane standard, mașina Enigma I, care tocmai intra în utilizare. Deși Biroul de Cifruri reușise deja să rezolve un model de Enigma anterior, fără tablou de prize, nu avusese succes cu Enigma I.

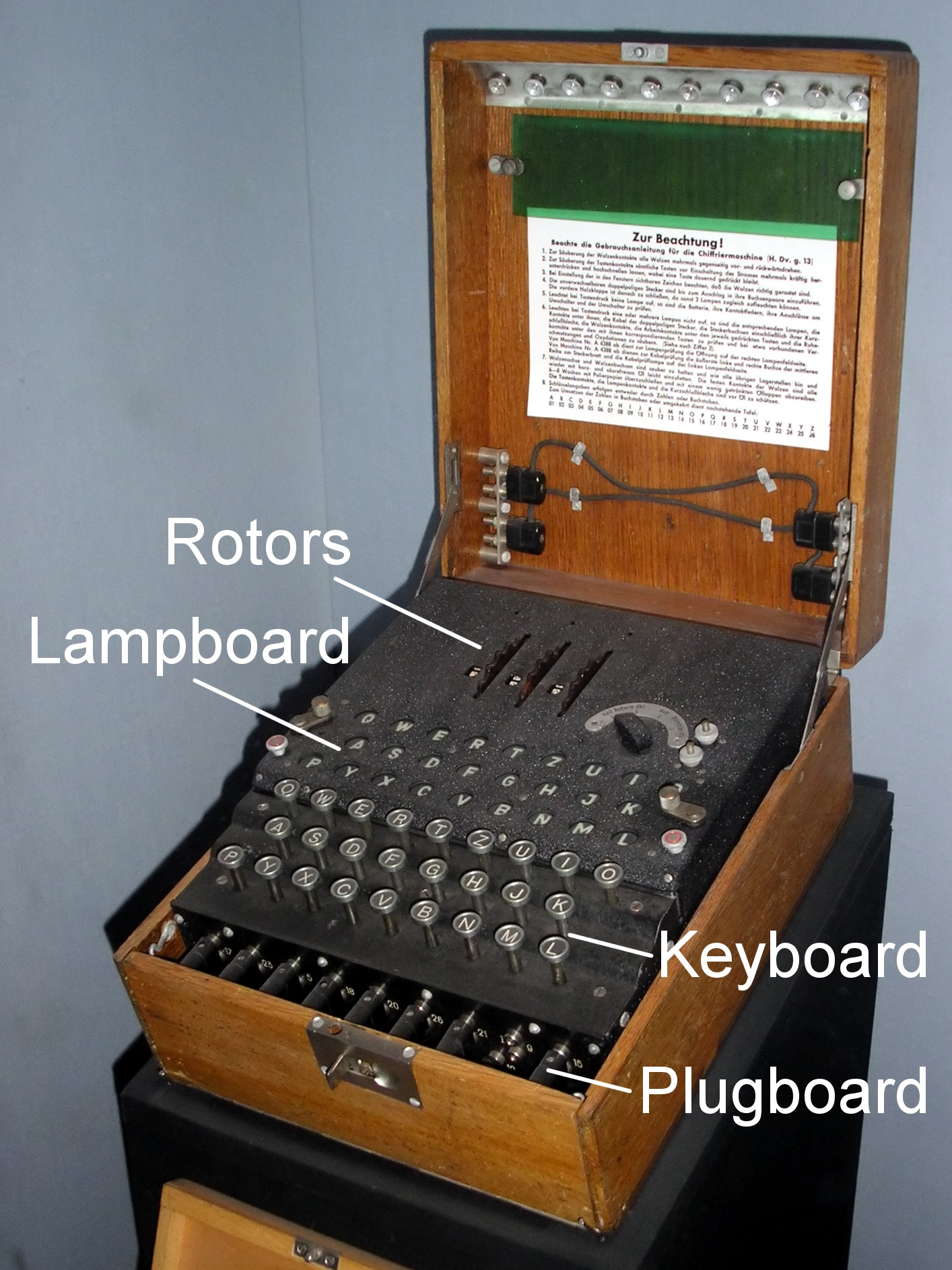
Mașina Enigma, decriptată de Rejewski în 1932, a fost utilizată pe scară largă de serviciile militare germane pentru securizarea comunicațiilor.

Mașina Enigma era un dispozitiv electromecanic, echipat cu o tastatură de 26 de litere și un tablou cu 26 de lămpi, corespunzătoare literelor alfabetului. Înăuntru se afla un set de tamburi cablați („rotoarele” și un „reflector”) care cifrau literele de la intrare. Mașina avea și un tablou de prize prin care se schimbau perechi de litere între ele. Pentru a cifra o literă, operatorul apăsa tasta relevantă și nota care lampă se aprinde. Fiecare apăsare de tastă cauza avansarea unuia sau mai multor rotoare, și astfel substituția aplicată era diferită de la o tastă apăsată la alta. Pentru ca doi operatori să comunice, ambele mașini Enigma trebuia să fie setate în exact același mod. Numărul mare de posibilități pentru setarea rotoarelor și a prizelor dădea un număr astronomic de configurații, din care fiecare ar fi produs un alt cifru. Setările se schimbau zilnic, ceea ce avea consecința că mașina trebuia „spartă” de la zero în fiecare zi pentru a putea descifra mesaje în permanență.
Pentru a decripta mesajele Enigma, era nevoie de trei informații:
1. O înțelegere a modului cum funcționează Enigma
2. Cablarea rotoarelor
3. Setările zilnice: secvența și orientarea rotoarelor (inițial în număr de trei), și legăturile de pe tabloul de prize

Rejewski avea la dispoziție doar prima informație, pe baza datelor obținute de Biroul de Cifruri.

## Rezolvarea cablajelor Enigma

Un ciclu format de prima și a patra literă dintr-un set de indicatori. Rejewski a exploatat aceste cicluri pentru a deduce cablajele rotoarelor Enigma în 1932, rezolvând setările zilnice de transmitere a mesajelor.

Mai întâi, Rejewski a tratat problema găsirii cablajelor pentru rotoare. Pentru a face aceasta, a aplicat matematica pură în criptanaliză. Metodele anterioare exploataseră doar șabloanele lingvistice și statistice din textele în limbaj natural — analiza frecvenței literelor. Rejewski, însă, a aplicat tehnici din teoria grupurilor — teoreme despre permutări — în atacul asupra Enigma. Aceste tehnici matematice, combinate cu materialul furnizat de spionajul militar francez, i-a permis să reconstituie cablajele interne ale rotoarelor mașinii și al reflectorului nerotativ. „Soluția”, scrie istoricul David Kahn⁠(d), "a fost uimitoarea realizare personală a lui Rejewski, cea care-l ridică în panteonul celor mai mari criptanaliști ai tuturor timpurilor". Rejewski a utilizat o teoremă matematică pe care un profesor de matematică a descris-o după aceea drept „teorema care a câștigat al Doilea Război Mondial”.
Rejewski a studiat primele șase litere ale tuturor mesajelor Enigma interceptate într-o singură zi. Pentru siguranță, fiecare mesaj trimis cu Enigma era criptat cu o poziție de start diferită a celor trei rotoare, poziție aleasă de operator. Aceasta era denumită setarea de mesaj, și avea o lungime de trei litere. Pentru a transmite această setare operatorului receptor, operatorul transmițător își începea fiecare mesaj trimițând setarea de mesaj într-o formă ascunsă — un indicator de șase litere. Indicatorul era format utilizând Enigma cu rotoarele puse într-o poziție globală comună pentru acea zi, denumită setarea de bază, aceeași pentru toți operatorii. Din păcate pentru germani, modul în care era construit indicatorul a introdus o slăbiciune fundamentală în sistem.
De exemplu, dacă operatorul alegea setarea de mesaj KYG pentru un mesaj, el întâi ar fi setat rotoarele enigma la poziția de bază, care ar putea fi în acea zi GBL, și apoi ar fi criptat setarea de mesaj de pe Enigma de două ori; adică operatorul ar scrie KYGKYG (ceea ce ar fi avut ca ieșire ceva de genul QZKBLX). Operatorul ar repoziționa apoi rotoarele în poziția KYG, și ar cripta mesajul efectiv. Receptorul ar efectua procesul invers, recuperând întâi setarea de mesaj, apoi mesajul însuși. Repetiția setării de mesaj a fost făcută, se pare, cu intenția de a funcționa drept cod de detecție a erorilor de telecomunicație, dar a avut efectul neprevăzut de slăbire a schemei criptografice. Din cauza repetiției setării de mesaj în indicator, Rejewski știa că, în textul clar al indicatorului, prima și a patra literă erau aceeași, a doua și a cincea erau aceeași, și a treia și a șasea erau aceeași. Aceste relații puteau fi exploatate pentru a sparge cifrul.
Rejewski a studiat aceste perechi de litere. De exemplu, dacă erau patru mesaje cu indicatorul astfel în aceeași zi: BJGTDN, LIFBAB, ETULZR, TFREII, atunci, privind prima și a patra literă a fiecărui set, știa că anumite perechi de litere sunt legate între ele. B era legat de T, L era legat de B, E de L și T de E: (B,T), (L,B), (E,L) și (T,E). Dacă avea suficiente mesaje diferite cu care să lucreze, putea construi întregi secvențe de relații: litera B era legată de T, care era legată de E, care era legată de L, care era legată de B (ca în diagramă). Acesta era un "ciclu de 4", deoarece din patru salturi se ajungea înapoi la litera de pornire. Un alt ciclu în aceeași zi ar fi putut fi A{\displaystyle \rightarrow }F{\displaystyle \rightarrow }W{\displaystyle \rightarrow }A, un „ciclu de 3”. Cu suficiente mesaje interceptate în aceeași zi, se puteau acoperi toate literele alfabetului cu un număr de cicluri diferite de diverse dimensiuni. Ciclurile erau consistente pentru o zi, și apoi se schimbau într-un alt set de cicluri în ziua următoare. O analiză similară se putea face pentru litera a doua și a cincea, și pentru litera a treia și a șasea, identificând ciclurile în fiecare caz, precum și numărul de pași din fiecare ciclu.
Folosind datele obținute astfel, combinate cu tendința operatorilor Enigma de a alege combinații predictibile de litere ca indicatori (cum ar fi inițialele iubitelor lor sau un șablon de taste pe care le apăsau ușor pe tastatura mașinii Enigma), Rejewski a reușit să deducă șase permutări corespunzătoare cifrării la șase poziții consecutive ale mașinii Enigma. Aceste permutări pot fi descrise de șase ecuații cu diverse necunoscute, reprezentând cablarea din interiorul tamburului de intrare, rotoarelor, reflectorului, și tabloului de prize.

### Ajutorul din Franța
În acest punct Rejewski a întâmpinat dificultăți: numărul mare de necunoscute făcea ecuațiile greu de rezolvat. Mai târziu, în 1980, el a comentat că încă nu se știa dacă un astfel de set de șase ecuații putea fi rezolvat fără date suplimentare. Dar a fost ajutat de documente criptografice pe care o secțiune a organizației franceze de spionaj (Deuxième Bureau⁠(d)), sub conducerea viitorului general Gustave Bertrand⁠(d), le obținuse și le dăduse Biroului de Cifruri din Polonia. Documentele fuseseră procurate de un spion din biroul german de cifruri, Hans-Thilo Schmidt⁠(d), și conținea setările Enigma pentru lunile septembrie și octombrie 1932. La 9 sau 10 decembrie 1932, documentele i-au fost date lui Rejewski, care a folosit informația de acolo pentru a elimina din ecuație efectul tabloului de prize. Cu numărul de necunoscute redus, rezolvarea ecuațiilor a devenit o problemă tratabilă.
Mai trebuia însă depășit un alt obstacol. Enigma militară fusese modificată față de Enigma comercială, din care Rejewski avea un exemplar de studiat. În mașina comercială, tastele erau conectate la tamburul de intrare în ordinea dată de tastaturile germane ("QWERTZU…"). Totuși, în mașina Enigma militară, legăturile fuseseră cablate în schimb în ordine alfabetică: "ABCDEF…" Această nouă secvență de cablare i-a derutat pe criptanaliștii britanici care lucrau la Enigma, și care au considerat că o cablare "ABCDEF…" ar fi fost prea evidentă. Rejewski, ghidat probabil de o intuiție privind aptitudinile germanilor în ce privește ordinea, a ghicit că ordinea de cablare era cea alfabetică. Și-a amintit mai târziu că, după ce a făcut presupunerea, „din creionul meu, ca prin minune, au început să iasă numere care desemnau conexiunile din rotorul N. Astfel, conexiunile dintr-un rotor, cel din dreapta, au fost în cele din urmă descoperite".
Setările furnizate de spionajul francez acopereau două luni în care se operase și o schimbare în ordinea rotoarelor. În a doua lună, s-a întâmplat să fie un alt rotor în poziția din dreapta și astfel s-au obținut cablajele a două rotoare prin aceeași metodă. Astfel s-a simplificat analiza, și până la sfârșitul anului, s-au aflat cablajele pentru toate rotoarele și pentru reflector. Un exemplu de mesaj dintr-un manual de instrucțiuni al unei mașini Enigma furniza un șir de text clar și un text cifrat corespunzător pentru o setare dată; aceasta l-a ajutat pe Rejewski să elimine restul de ambiguitate din cablaje.
Au existat speculații privind chestiunea dacă cablajele rotoarelor ar fi putut fi rezolvate fără documentele furnizate de spionajul francez. Rejewski și-a amintit în 1980 că se găsise și un alt mod prin care se putea realiza aceasta, dar metoda era „imperfectă și complicată” și se baza pe noroc. În 2005, matematicianul John Lawrence a publicat o lucrare în care argumenta că ar fi durat patru ani până ca această metodă să aibă șanse rezonabile de succes. Rejewski scria că „concluzia este că materialul furnizat nouă de serviciile de informații trebuie privit ca fiind decisiv pentru soluționarea mașinii".

## Rezolvarea setărilor zilnice
După ce Rejewski a determinat cablarea restului de rotoare, Różycki și Zygalski i s-au alăturat la începutul lui 1933 în găsirea de metode și echipament pentru a sparge cifrurile Enigma în mod sistematic. Rejewski își amintea mai târziu:
| “ | Acum aveam mașina, dar nu aveam cheile și nu puteam să-i cerem lui Bertrand să ne tot dea cheile în fiecare lună... Situația se inversase: înainte, aveam cheile, dar nu aveam mașina — am rezolvat mașina; acum aveam mașina, dar nu aveam cheile. Trebuia să găsim metode de a descoperi cheile zilnice. | ” |

### Primele metode

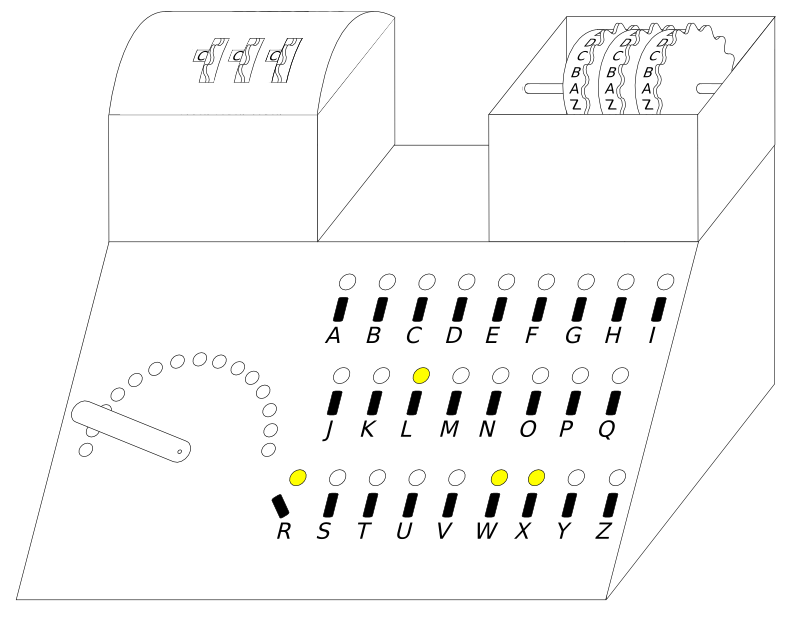
Ciclometru (jumătatea anilor 1930), proiectat de Rejewski pentru a cataloga structura ciclică a permutărilor Enigma.

Trebuia să se inventeze mai multe metode și dispozitive pentru a răspunde la îmbunătățirile continue aduse de germani la procedura de operare și la mașina Enigma însăși. Prima metodă de reconstituire a cheilor zilnice a fost „grătarul”, metodă bazată pe faptul că conexiunile tabloului de prize schimbau între ele doar șase perechi de litere, lăsând paisprezece litere neschimbate. A urmat metoda „ceasului” inventată de Różycki, care făcea uneori posibil să se determine care rotor este cel din dreapta mașinii Enigma într-o anumită zi.
După 1 octombrie 1936, procedura germană s-a schimbat, crescându-se numărul de conexiuni pe tabloul de prize. Ca rezultat, metoda grătarului a devenit considerabil mai puțin eficientă. Totuși, prin 1934 sau 1935 se construise o metodă, numită „catalogul de caracteristici”, și care era independentă de numărul de conexiuni de pe tabloul de prize. Catalogul era construit cu ajutorul „ciclometrului” lui Rejewski, un dispozitiv special de creare a unui catalog de permutări. Odată ce catalogul era complet, permutarea putea fi căutată în catalog, dând setările rotoarelor Enigma pentru ziua respectivă.
Ciclometrul era compus din două seturi de rotoare Enigma, și era utilizat pentru a determina lungimea și numărul de cicluri ale permutărilor ce puteau fi generate de mașina Enigma. Chiar și cu ciclometrul, pregătirea catalogului era o muncă îndelungată și dificilă. Fiecare poziție a mașinii Enigma (erau 17 576 poziții posibile) trebuia să fie examinată pentru fiecare secvență posibilă de rotoare (erau posibile 6 secvențe); astfel, catalogul era compus din 105 456 de înregistrări. Pregătirea catalogului a durat peste un an, dar când a fost gata în preajma lui 1935, a făcut obținerea cheilor zilnice o chestiune de 12–20 minute. Totuși, la 1 sau 2 noiembrie 1937, germanii au înlocuit reflectorul din mașinile Enigma, ceea ce însemna că întreg catalogul trebuia recalculat de la zero. Cu toate acestea, până în ianuarie 1938 secțiunea germană a Biroului de Cifruri înțelegea 75% din mesajele Enigma interceptate, și, după cum spunea Rejewski, cu doar o creștere minimală de personal, procentul putea fi ridicat la 90%.

### Bombași filele
În 1937, Rejewski, împreună cu secțiunea germană a Biroului de Cifruri, s-a transferat într-o clădire secretă de lângă Pyry⁠(d) în Pădurea Kabaty, la sud de Varșovia.
La 15 septembrie 1938, de partea germană au intrat în vigoare noi reguli de cifrare a cheilor mesajelor (o nouă „procedură de indicator”), care făcea inutile tehnicile de criptanaliză utilizate atunci de polonezi. Criptografii polonezi au răspuns rapid, cu tehnici noi.

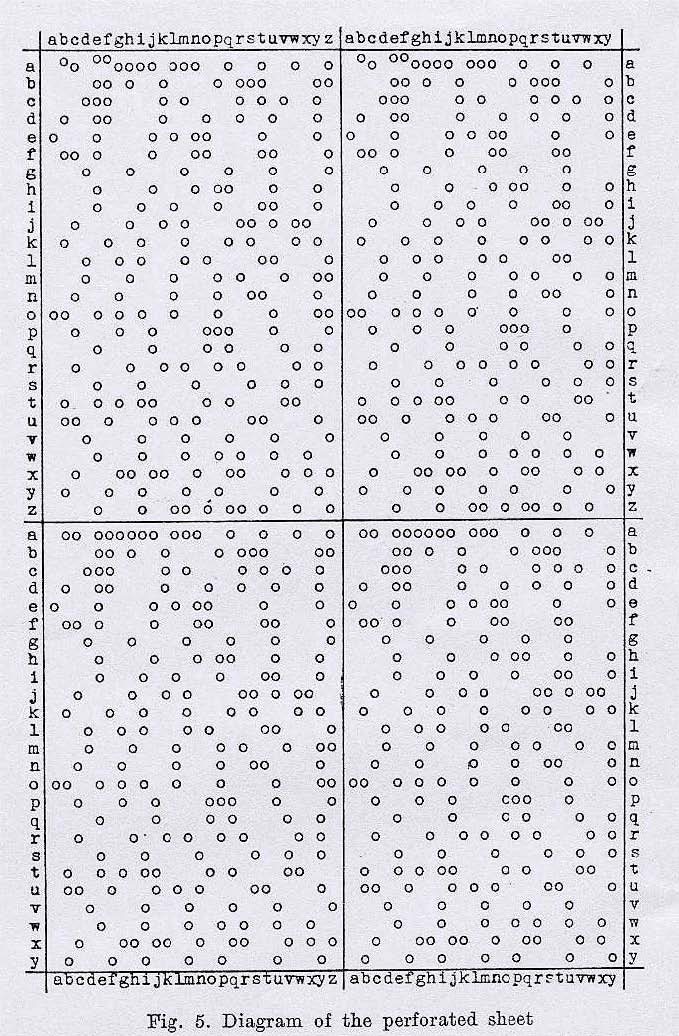
O foaie Zygalski.

O astfel de tehnică a fost bomba lui Rejewski, un agregat electric din șase mașini Enigma, care permitea rezolvarea cheilor zilnice în aproximativ două ore. Au fost construite șase mașini Bomba și erau gata de utilizare în noiembrie 1938. Bomba exploata faptul că legăturile de pe tabloul de prize nu afectau toate literele; astfel, când s-a efectuat o nouă modificare în procedura de operare germană la 1 ianuarie 1939, prin creșterea numărului de conexiuni de pe tabloul de prize, utilitatea acestora a scăzut drastic. Mașina Bombe britanică, principala unealtă care avea să fie folosită pentru a sparge mesajele Enigma în timpul celui de-al Doilea Război Mondial avea să fie denumită după Bomba poloneză, deși metodele criptanalitice aplicate în cadrul celor două mașini erau foarte diferite.
În aceeași perioadă, Zygalski⁠(d) a inventat o metodă manuală, aceea a foilor perforate („foi Zygalski”), metodă independentă de numărul de conexiuni de pe tabloul de prize.
Totuși, aplicarea atât a metodei bomba cât și a foilor lui Zygalski a fost complicată de o altă modificare a mașinii Enigma la 15 decembrie 1938. Germanii furnizaseră operatorilor Enigma încă două rotoare în plus față de celelalte trei, ceea ce a mărit de zece ori complexitatea decriptării. A construi de zece ori mai multe mașini Bomba era peste capacitatea Biroului de Cifruri—ar fi costat de cincisprezece ori mai mult decât bugetul anual pentru echipament.
În luna următoare, lucrurile s-au înrăutățit și mai rău când numărul de cabluri de pe tabloul de prize a crescut de la șase la zece. În loc de douăsprezece litere schimbate între ele înainte de intrarea în rotoare, acum se schimbau douăzeci de litere, reducând eficiența bombei și creșterea numărului de setări a crescut de o mie de ori.

### Informarea aliaților
După ce a devenit clar că războiul era iminent și că resursele Poloniei erau insuficiente pentru a ține ritmul cu evoluția criptării mașinii Enigma (din cauza dificultăților întâmpinate de polonezi în producerea la timp a celor 60 de „foi Zygalski”), guvernul și statul major polonez au decis să împartă secretul cu aliații occidentali. Metodele poloneze au fost dezvăluite reprezentanților serviciilor de informații ai Franței și Regatului Unit într-o întâlnire avută la Pyry⁠(d) la 26 iulie 1939.
Aceste informații oferite de polonezi privind decriptarea mașinii Enigma, cu o lună înainte de începerea celui de-al doilea Război Mondial a venit la momentul potrivit pentru aliații occidentali. Știrea că cifrul era decriptabil i-a încurajat pe criptanaliștii Aliaților. Britanicii au reușit să producă cel puțin două seturi complete de foi perforate — au trimis una la PC Bruno⁠(d), lângă Paris, la jumătatea lui decembrie 1939—și au început să decripteze mesaje Enigma la doar câteva luni de la izbucnirea războiului.
Fără ajutorul polonez, criptanaliștii britanici ar fi pierdut mult timp încercând să descifreze mesajele. Autorul Hugh Sebag-Montefiore concluzionează că reușite substanțiale în decriptarea cifrurilor armatei germane și ale forțelor aeriene de către britanici ar fi avut loc doar cel mai devreme după noiembrie 1941, după ce o mașină Enigma și lista ei de chei ar fi fost capturată, și la fel ar fi stat lucrurile cu Enigma Navală, capturată în 1942. Fostul criptograf de la Bletchley Park, Gordon Welchman⁠(d) merge mai departe, și scrie că secțiunea care lucra la mașina Enigma a forțelor aeriene și a armatei, Hut 6⁠(d), „n-ar fi avut niciun punct de plecare dacă n-am fi aflat de la polonezi, în ultimul moment, detaliile ... mașinii Enigma a armatei germane, și procedurile de operare”.
Informațiile obținute din rezolvarea cifrurilor germane de nivel înalt — informații cu numele de cod „Ultra⁠(d)” — au provenit mai ales din decriptări de mesaje Enigma. Contribuția exactă a informațiilor Ultra la victoria aliaților este disputată, Kozaczuk și Straszak considerând că „se consideră că Ultra a salvat lumea de la cel puțin încă doi ani de război și poate l-a împiedicat pe Hitler să-l câștige." Istoricul englez Sir Harry Hinsley⁠(d), care a lucrat la Bletchley Park, consideră și el că „a scurtat războiul cu nu mai puțin de doi ani și poate chiar patru”. Disponibilitatea Ultra, se datora în mare parte eforturilor poloneze de a sparge codurile Enigma.

## În Franța și Regatul Unit

### PC Bruno
În septembrie 1939, după izbucnirea celui de-al Doilea Război Mondial, Rejewski și colegii săi de la Biroul de Cifruri au fost evacuați din Polonia în România. Rejewski, împreună cu Zygalski și Różycki, au evitat taberele de refugiați și s-au dus direct la București, unde au contactat ambasada britanică. După ce britanicii le-au spus să se întoarcă peste câteva zile, au încercat la ambasada franceză, prezentându-se ca „prieteni cu Bolek” (numele de cod al lui Bertrand). Ofițerul francez a sunat la Paris cerând instrucțiuni și imediat a făcut pregătiri pentru evacuarea celor trei matematicieni în Franța. Au ajuns la Paris la sfârșitul lui septembrie.
La 20 octombrie, cei trei au reluat lucrul la cifrurile germane în cadrul unei unități de informații radio franco-polono-spaniole aflată la Château de Vignolles, la patruzeci de kilometri nord-est de Paris, unitate cu numele de cod „PC Bruno⁠(d)”. Cheile Enigma erau din nou sparte în decembrie 1939–ianuarie 1940. Personalul de la PC Bruno colabora prin teletype cu colegii lor de la Bletchley Park din Anglia. Pentru securitatea comunicațiilor, agențiile aliate franceze, poloneze și britanice foloseau chiar mașina Enigma, mesajele criptate de la Bruno către Regatul Unit încheindu-se cu un ironic „Heil Hitler!” La 24 iunie 1940, Bruno a fost desființat în urma victoriei Germaniei în Bătălia Franței, iar Rejewski și colegii săi au fost evacuați în Algeria.

### Cadix
În septembrie 1940 cei trei s-au întors în Franța sudică, neocupată, pentru a lucra în secret. Identitatea lui Rejewski era Pierre Ranaud, profesor de liceu din Nantes. O stație de sponaj radio a fost înființată la Château des Fouzes lângă Uzès, cu numele de cod „Cadix⁠(d)”. Cadix a început să funcționeze la 1 octombrie. Rejewski și colegii săi au decriptat cifruri germane folosite în telegrafie, și versiunea elvețiană a mașinii Enigma (fără tablou de prize).
La începutul lui iulie 1941, lui Rejewski și lui Zygalski li s-a cerut să încerce să rezolve mesaje cifrate pe mașina secretă poloneză Lacida⁠(d), utilizată pentru comunicații securizate între Cadix și Statul Major Polonez de la Londra. Lacida era o mașină cu rotoare bazată pe același principiu criptografic ca și Enigma, dar care nu fusese supusă unor analize riguroase ale securității. Cei doi criptografi au produs consternare spărgând primul mesaj în câteva ore; alte mesaje au fost rezolvate într-o manieră similară.
La 9 ianuarie 1942, Różycki⁠(d), cel mai tânăr din cei trei matematicieni, a murit în urma scufundării unei nave franceze de pasageri cu care se întorcea spre Cadix în sudul Franței după o perioadă petrecută în Algeria.
Până în vara lui 1942 lucrul la Cadix devenise periculos, și s-au pregătit planuri pentru evacuare. Franța condusă de regimul de la Vichy era în pericolul de a fi ocupată de trupe germane, iar transmisiunile radio de la Cadix erau în pericol de a fi detectate de Funkabwehr, o unitate germană ce avea misiunea de a localiza transmisiunile radio ale inamicului. Într-adevăr, la 6 noiembrie, o camionetă echipată cu o antenă circulară a sosit la poarta castelului unde operau criptografii. Dar vizitatorii nu au intrat, făcând doar investigații pe la fermele din împrejurimi. Totuși, s-a dat ordinul de evacuare a stației Cadix, și aceasta s-a efectuat la 9 noiembrie. Germanii au ocupat castelul la doar trei zile după aceasta.

### Fuga din Franța
Polonezii au fost împărțiți în grupuri de câte doi sau trei. Rejewski și Zygalski au fost trimiși la 11 noiembrie la Nisa, care se afla într-o zonă ocupată de italieni. A trebuit să fugă din nou, mutându-se și ascunzându-se constant, la Cannes, Antibes, Nisa din nou, Marsilia, Toulouse, Narbonne, Perpignan și Ax-les-Thermes, în apropierea graniței cu Spania.

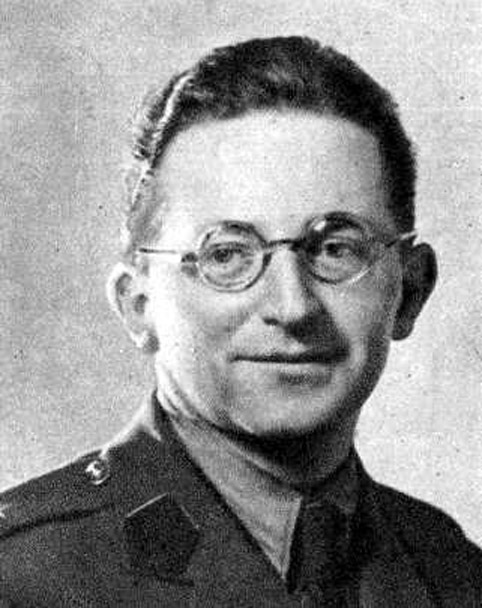
Marian Rejewski ca sublocotenent (de transmisiuni) al armatei poloneze din Regatul Unit, spre sfârșitul lui 1943 sau în 1944, la aproximativ 11 sau 12 ani după ce a spart codurile mașinii Enigma.

Planul era să treacă Pirineii în Spania. Însoțiți de o călăuză locală, Rejewski și Zygalski și-au început călătoria prin Pirinei la 29 ianuarie 1943. Au evitat patrulele germane și ale regimului de la Vichy, dar în apropierea miezului nopții, aproape de graniță, călăuza a scos pistolul și le-a cerut restul de bani. Deși au fost jefuiți, au reușit să ajungă în Spania, doar pentru a fi arestați de poliția spaniolă în câteva ore. Polonezii au fost trimiși întâi într-o închisoare din Séo de Urgel până la 24 martie, apoi au fost mutați într-o închisoare din Lerida. Cei doi au fost eliberați în cele din urmă la 4 mai, după intervenția Crucii Roșii poloneze, și trimiși la Madrid. Plecând din Madrid la 21 iulie, ei au ajuns în Portugalia; de acolo, la bordul navei HMS Scottish, în Gibraltar; și de acolo, pe un Dakota vechi, în Regatul Unit, unde au ajuns la 3 august 1943.

### Anglia
La 16 august, Rejewski și Zygalski au fost înrolați ca soldați în armata poloneză și au lucrat la spargerea cifrurilor manuale ale SS și SD la Boxmoor⁠(d). Cifrurile SS și SD erau bazate mai ales pe sistemul Doppelkassettenverfahren (o schemă Playfair dublă). La 10 octombrie 1943, Rejewski a fost avansat la gradul de sublocotenent, iar la 1 ianuarie 1945, a devenit locotenent.
Decriptarea mașinii Enigma, însă, devenise un domeniu exclusiv britanic și american; cei doi matematicieni care, împreună cu colegul lor, puseseră bazele decriptării de către Aliați a mașinii Enigma, erau acum excluși de la a avea ocazia să mai aducă alte contribuții în acest domeniu. Criptanalistul britanic Alan Stripp a sugerat că la acea vreme, la Bletchley Park, „foarte puțini mai știau ceva despre contribuția polonezilor” din cauza secretului păstrat cu strictețe și a aplicării principiului necesității informației. Stripp comenta că „a-i pune să lucreze la sistemul Doppelkassetten era ca și cum ai pune cai de curse la tras căruțe”.

## Înapoi în Polonia

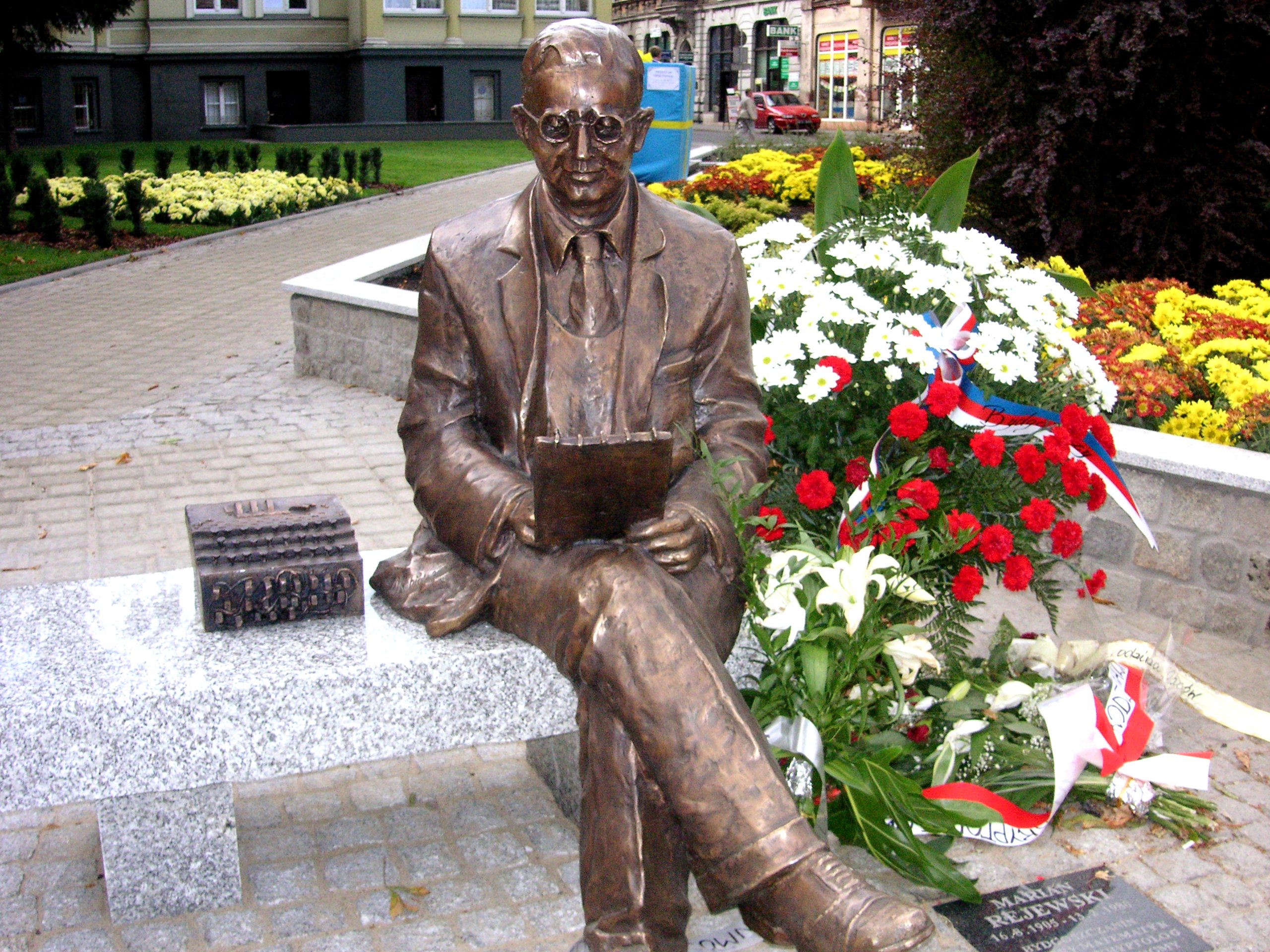
Monument în memoria lui Marian Rejewski, în orașul său natal, Bydgoszcz, Polonia, dezvelit în anul celei de-a o suta aniversări a nașterii sale (2005). Acest monument se aseamănă izbitor cu cel al contemporanului lui Rejewski, Alan Turing, din Grădinile Whitworth, Manchester, Anglia.

La 21 noiembrie 1946, Rejewski, lăsat la vatră din armata poloneză din Regatul Unit, s-a reîntors în Polonia pentru a-și revedea soția, Irena Maria Rejewska (născută Lewandowska, cu care Rejewski era căsătorit din 20 iunie 1934) și cei doi copii ai lor, Andrzej (născut în 1936) și Janina (născută în 1939, care a devenit și ea matematician). O opțiune disponibilă acum lui Rejewski a fost să redevină profesor la o universitate din in Poznań sau Szczecin, așa cum i s-a sugerat de către fostul său profesor de la Universitatea Poznań, Zdzisław Krygowski⁠(d). Preluarea unui astfel de post, însă, l-ar fi despărțit din nou de familie și de socrii în vârstă, cu care familia Rejewski locuia în Bydgoszcz. O lovitură dureroasă pentru Rejewski, a fost, și moartea, la puțin timp după întoarcere, în vara lui 1947 a fiului său de 11 ani, Andrzej, bolnav de poliomielită. Rejewski s-a angajat la Bydgoszcz ca supervizor în secțiunea de vânzări a unei uzine de fabricare a cablurilor, Kabel Polski.
Securitatea poloneză⁠(d) l-a anchetat în mod repetat între 1949 și 1958 dar nu a aflat nimic despre succesele sale cu mașina Enigma; în 1950 Securitatea a cerut concedierea sa. După aceea, a lucrat scurt timp la Compania de Geodezie de Stat ca supervizor, și apoi la sindicatul geodezilor din Polonia. Între 1951 și 1954 s-a angajat la Cooperativa Sindicală de Prelucrarea Lemnului și Diverselor Produse Manufacturiere. După 1954 până la pensionare, în februarie 1967, a fost contabil la Cooperativele Sindicale Provinciale.

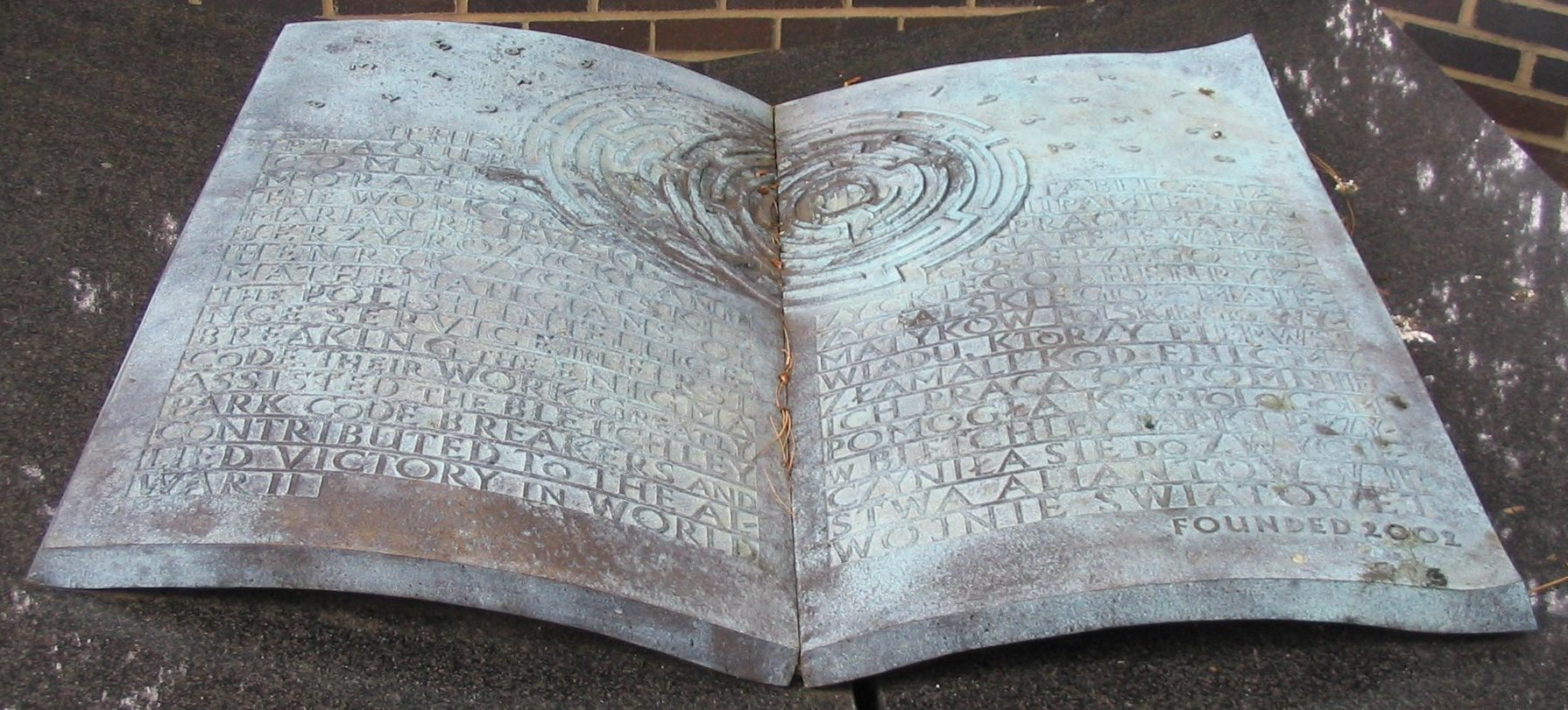
O placă de la Bletchley Park, dezvelită în 2002. Textul de pe ea: „Această placă comemorează activitatea lui Marian Rejewski, Jerzy Różycki și Henryk Zygalski, matematicieni ai serviciului de informații polonez, care au spart pentru prima oară codul Enigma. Activitatea lor a ajutat mult criptanaliștii de la Bletchley Park și a contribuit la victoria Aliaților în al Doilea Război Mondial”

Până atunci, Rejewski păstrase secretul despre activitatea sa dinaintea și din timpul războiului. La scurt timp după pensionare, a scris un volum de memorii despre lucrul la mașina Enigma și l-a depus la Institutul de Istorie Militară. În 1969 s-a mutat cu familia la Varșovia. Când a ieșit la iveală rolul polonezilor în povestea Enigma în 1973, Rejewski a publicat mai multe lucrări despre activitatea sa în criptografie și a contribuit la articole, cărți și programe de televiziune. A păstrat legătura cu gazda sa din Franța, generalul Gustave Bertrand⁠(d), autorul primei cărți publicate despre Enigma (1973), pe care Rejewski, la sugestia lui Bertrand, a început să o traducă în poloneză. Cu câțiva ani înainte de a muri, Rejewski a spart corespondența cifrată a lui Józef Piłsudski și a conspiratorilor săi socialiști polonezi din 1904. La 12 august 1978, a fost decorat cu Ordinul Polonia Restituta în grad de Ofițer. Rejewski, care suferea de inimă de multă vreme, a murit de infarct miocardic acasă, la 13 februarie 1980, la vârsta de 74 de ani, și a fost înmormântat cu onoruri militare la Cimitirul Powązki din Varșovia.
Povestea lui Rejewski și a colegilor săi a fost celebrată atât în Polonia cât și peste hotare. A fost decorat cu mai multe distincții poloneze și înaintea și după război, și după ce povestea Enigma a devenit publică. În 2000, Rejewski și colegii săi Zygalski și Różycki au fost decorați post mortem cu Ordinul Polonia Restituta în grad de Mare Cruce. La 4 iulie 2005, fiica lui Rejewski a primit Medalia războiului 1939–1945 în numele său, din partea șefului Statului Major al Apărării din Regatul Unit.
În 1979, Rejewski și colegii săi au devenit eroii filmului Sekret Enigmy⁠(d) („Secretul Enigmei”), un thriller de război produs în Polonia și care documentează, cu câteva romanțări, rezolvarea de către polonezi a mașinii Enigma. La scurt timp după aceea, a fost produs și un serial de televiziune cu o tematică similară, Tajemnice Enigmy („Secretele Enigmei”). În 1983, un timbru poștal polonez a marcat a 50-a aniversare a primei decriptări a mesajelor mașinii militare germane Enigma. Monumente în memoria celor trei au fost dezvelite la Bletchley Park și la ambasada Poloniei în Regatul Unit, și la Uzès în Franța. În orașul natal al lui Rejewski, Bydgoszcz, o stradă și o școală îi poartă numele, o placă a fost pusă pe clădirea în care a locuit, și s-a instalat o statuie de bronz. În 2005, a fost emisă o carte poștală cu ocazia aniversării a 100 de ani de la nașterea lui Rejewski.